# Ernassa sanguinolenta
Ernassa sanguinolenta är en fjärilsart som beskrevs av Pieter Cramer 1779. Ernassa sanguinolenta ingår i släktet Ernassa och familjen björnspinnare. Inga underarter finns listade i Catalogue of Life.

## Bildgalleri

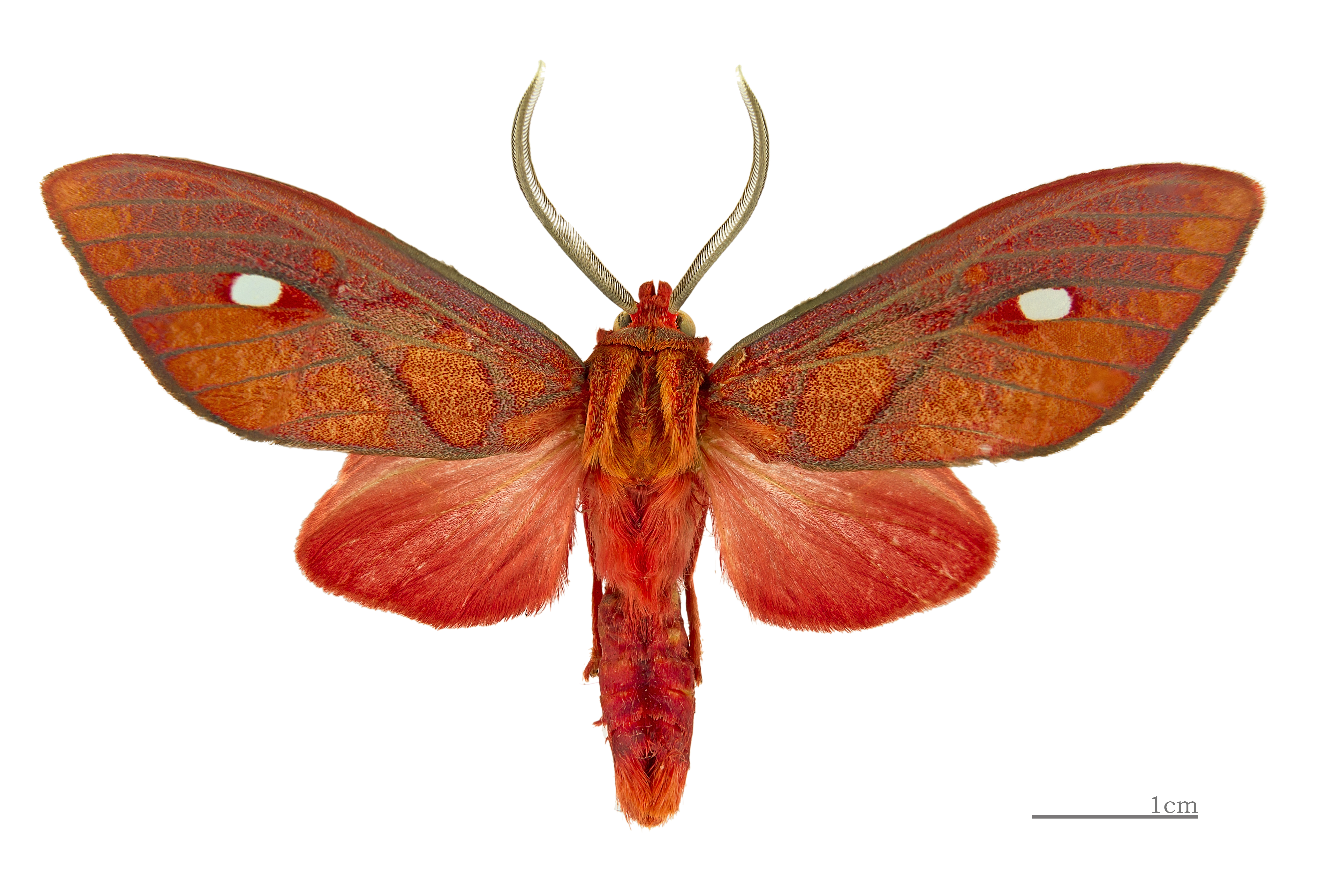
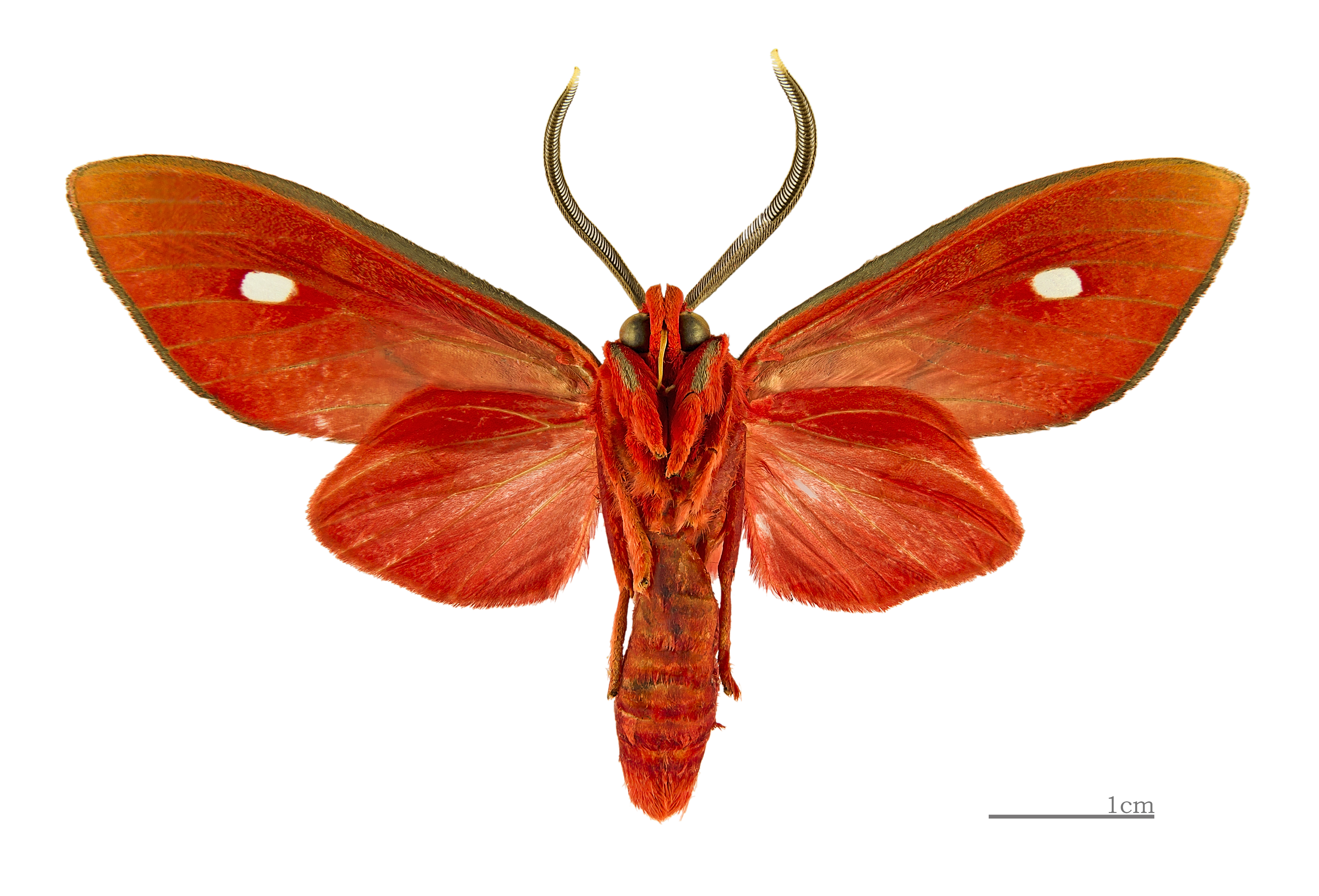